# Sokyrjany
Sokyrjany (ukrainisch Сокиряни; russisch Сокиряны Sokirjany, rumänisch Secureni) ist eine Stadt in der ukrainischen Oblast Tscherniwzi. Sie liegt nahe dem Dnister im Grenzgebiet zur Republik Moldau, etwa 111 km östlich von Czernowitz auf dem Gebiet des nördlichen Bessarabiens.

## Geschichte
Die Stadt wurde 1666 zum ersten Mal schriftlich erwähnt und gehörte dann bis 1711 zum Fürstentum Moldau, danach war sie bis zur Abtretung Bessarabiens 1812 an Russland ein Teil des Osmanischen Reiches. 1893 bekam der Ort einen Bahnanschluss (Bahnstrecke Tscherniwzi–Ocnița), nach dem Ende des Ersten Weltkriegs kam er zu Rumänien (im Kreis Hotin), wurde aber im Zuge der Annexion Bessarabiens am 2. August 1940 ein Teil der Sowjetunion und bekam den ukrainischen Namen Sekurjany (Секуряни), kam zwischen 1941 und 1944 wiederum zu Rumänien und ist seit 1991 ein Teil der Ukraine. Am 15. August 1944 wurde sie auf ihren heutigen Namen umbenannt.
Seit 1966 hat Sokyrjany den Stadtstatus, vor dem Zweiten Weltkrieg gab es eine starke jüdische Einwohnerschaft. Südlich der Stadt existiert das ukrainische Strafgefangenenlager Nr. 67.
Der Sage nach leitet sich der Name von ukrainischen Namen „Sokyra“/Сокира für Axt ab, mit dieser soll die aus dem Ufergebiet des Dnister vor den Türken geflüchtete Bevölkerung im dichten Wald des Hinterlandes damals die Bäume gefällt und einen neuen Ort errichtet haben.

## Verwaltungsgliederung
Am 12. August 2015 wurde die Stadt zum Zentrum der neu gegründeten Stadtgemeinde Sokyrjany (Сокирянська міська громада/Sokyrjanska miska hromada). Zu dieser zählen auch die 24 in der untenstehenden Tabelle aufgelistetenen Dörfer im Rajon Sokyrjany; bis dahin bildet sie die Stadtratsgemeinde Sokyrjany (Сокирянська міська рада/Sokyrjanska miska rada).
Seit dem 17. Juli 2020 ist der Ort ein Teil des Rajons Dnister.
Folgende Orte sind neben dem Hauptort Sokyrjany Teil der Gemeinde:
| Name                     | Name           | Name                            | Name                            |
| ukrainisch transkribiert | ukrainisch     | russisch                        | rumänisch                       |
| ------------------------ | -------------- | ------------------------------- | ------------------------------- |
| Biloussiwka              | Білоусівка     | Белоусовка (Beloussowka)        | Beleusovca                      |
| Brataniwka               | Братанівка     | Братановка (Bratanowka)         | –                               |
| Halyzja                  | Галиця         | Галица (Galiza)                 | –                               |
| Hwisdiwzi                | Гвіздівці      | Гвоздовцы (Gwosdowzy)           | Gvăzdăuţi, Văzdăuţi             |
| Hrubna                   | Грубна         | Грубна (Grubna)                 | Grubna                          |
| Korman                   | Кормань        | Кормань                         | Cormani                         |
| Kulischiwka              | Кулішівка      | Кулешовка (Kuleschowka)         | Culişcăuţi                      |
| Koboltschyn              | Коболчин       | Коболчин (Koboltschin)          | Cobâlceni                       |
| Lomatschynzi             | Ломачинці      | Ломачинцы (Lomatschinzy)        | Lomacineţi, Lămâiţa             |
| Lopatiw                  | Лопатів        | Лопатов (Lopatow)               | –                               |
| Mychalkowe               | Михалкове      | Михалково (Michalkowo)          | Mihăileanca, Mihalcova          |
| Neporotowe               | Непоротове     | Непоротово (Neporotowo)         | Neporotova                      |
| Nowooleksijiwka          | Новоолексіївка | Новоалексеевка (Nowoalexejewka) | Mendicăuţii Noui, Novoalexeevca |
| Oschewe                  | Ожеве          | Ожево (Oschewo)                 | Ojeva                           |
| Oleksijiwka              | Олексіївка     | Алексеевка (Alexejewka)         | Mendicăuţi, Alexeevca           |
| Pokrowka                 | Покровка       | Покровка                        | –                               |
| Romankiwzi               | Романківці     | Романковцы (Romankowzy)         | Romancăuţi                      |
| Roskopynzi               | Розкопинці     | Раскопинцы (Raskopinzy)         | Respopini, Respopinţi           |
| Schebutynzi              | Шебутинці      | Шебутинцы (Schebutinzy)         | Şebutinţi                       |
| Selyschtsche             | Селище         | Селище (Selischtsche)           | Seliştea                        |
| Serbytschany             | Сербичани      | Сербичани (Serbitschani)        | Serbiceni                       |
| Wassyliwka               | Василівка      | Васильевка (Wassiljewka)        | Vasileuţi, Vasilivca            |
| Witrjanka                | Вітрянка       | Ветрянка (Wetrjanka)            | Vitreanca                       |
| Woloschkowe              | Волошкове      | Волошково (Woloschkowo)         | Voloşcova                       |